# Eduardo de Saxe-Weimar-Eisenach
O príncipe Eduardo de Saxe-Weimar-Eisenach KP GCB GCH GCVO PC (11 de Outubro de 1823 – 16 de Novembro de 1902) foi um oficial militar britânico, filho de pais alemães. Depois de fazer carreira nos Grenadier Guards, tornou-se major-general dos Guardas de Brigada e General Officer Commanding do seu distrito em 1870, General Officer Commanding do distrito do sul em 1878 e Comandante-em-chefe da Irlanda em Outubro de 1885. Foi promovido a marechal-de-campo em 1897, apesar de não ter conquistado grandes feitos militares ao longo da sua carreira. Era sobrinho da rainha Adelaide e do rei Guilherme IV do Reino Unido.

## Carreira
Eduardo era filho do príncipe Bernardo de Saxe-Weimar-Eisenach e da princesa Ida de Saxe-Meiningen. Nasceu em Bushy House, a casa da irmã da sua mãe, Adelaide e do seu marido, o futuro rei Guilherme IV do Reino Unido.
Depois de receber a nacionalidade britânica, a carreira militar de Eduardo começou a 1 de Junho de 1841, quando, depois de treinar no Royal Military College, em Sandhurst, se juntou ao 67º Regimento de Infantaria (South Hampshire) como porta-estandarte. Foi promovido a porta-estandarte dos Grenadier Guards e tenente do exército a 8 de Junho de 1841. A 19 de Maio de 1846, foi nomeado tenente do seu regimento e capitão do exército antes de se tornar adjunto do seu batalhão em Novembro de 1850.

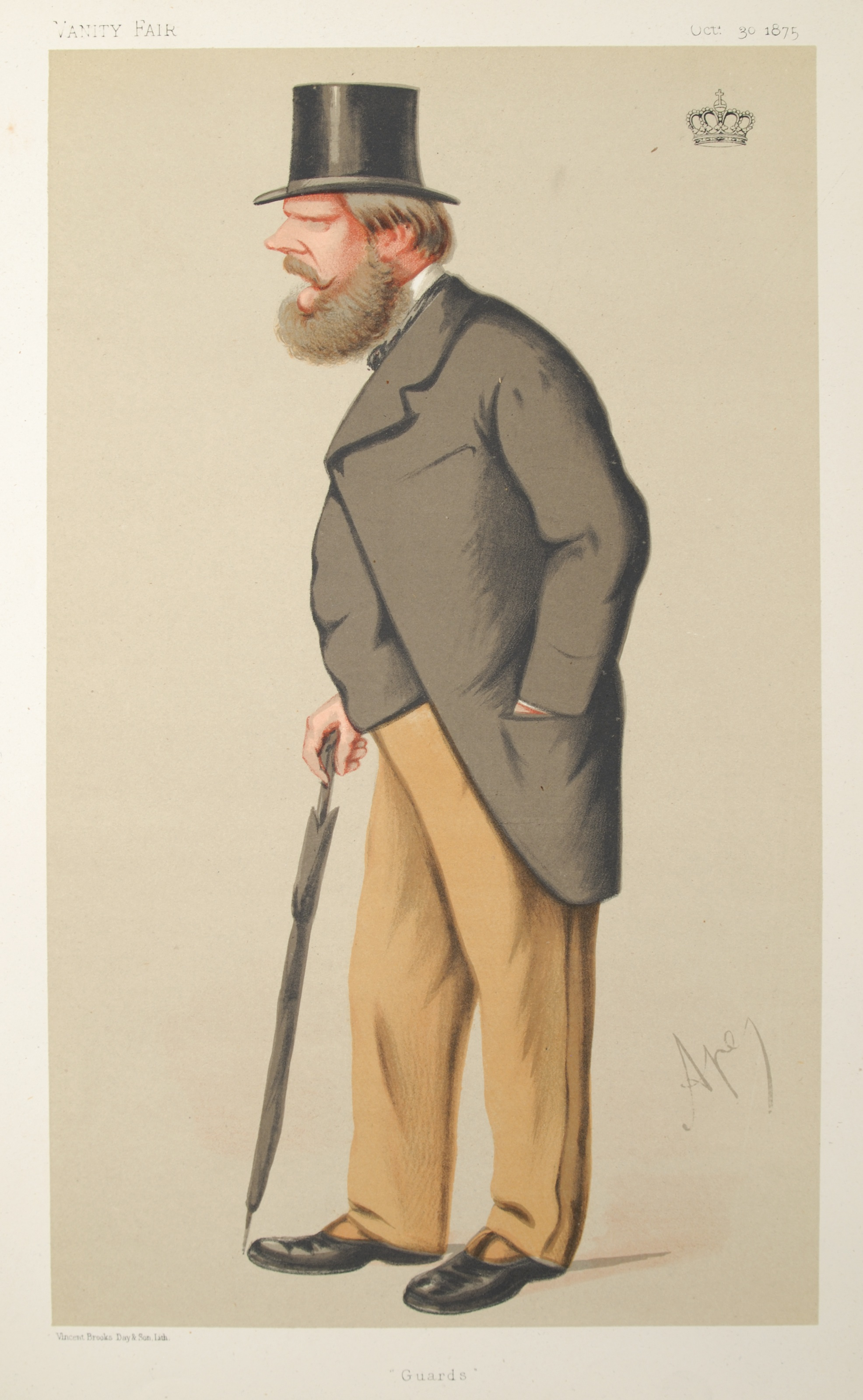
O príncipe Eduardo de Saxe-Weimar-Eisenach representado numa caricatura par aa Vanity Fair

Eduardo foi promovido a major com brevete dos Grenadier Guards a 20 de Junho de 1854. Prestou serviço militar na Guerra da Crimeia e lutou na Batalha de Alma em Setembro de 1854 assim como no Cerco de Sevastopol em em Outubro do mesmo ano, do qual saiu com ferimentos ligeiros. Lutou na Batalha de Balaclava em Outubro de 1854 e na Batalha de Inkerman em Novembro de 1854. Foi promovido a tenente-coronel com bravete "pelo serviço singular que prestou no campo de batalha" durante a guerra a 12 de Dezembro de 1854.
Eduardo foi nomeado ajudante-de-campo da rainha e tornou-se coronel dos Grenadier Guards a 5 de Outubro de 1855. Em 1866, tanto ele como a sua esposa receberam a forma de tratamento de "Alteza Real" e ele foi promovido a major-general a 6 de Março de 1868. Foi nomeado major-general da Brigada de Guardas e General Officer Commanding do seu distrito em 1870, e, depois de ser promovido a tenente-general a 6 de Julho de 1877, tornou-se oficial comandante do Distrito do Sul em Outubro de 1878. Promovido a general completo a 4 de Novembro de 1879, acabaria por se tornar Comandante-em-chefe da Irlanda e membro do Irish Privy Council em Outubro de 1885 antes de se reformar em Outubro de 1890.
Já na reforma, Eduardo tornou-se comissário do Fundo Patriótico. Também se tornou coronel do 10tº Regimento de Infantaria e depois coronel do 1̃º Regimento dos Life Guards. Foi promovido a marechal-de-campo a 22 de Junho de 1897 uma decisão que gerou comentários negativos no The Times, uma vez que a sua carreira não incluía grandes feitos militares.
Eduardo morreu a 16 de Novembro de 1902 em Portland Place, Londres, e foi enterrado na Catedral de Chichester, na cripta da família da sua esposa, os duques de Richmond e Lennox.

## Família
A 27 de Novembro de 1851, Eduardo casou-se, morganaticamente com Lady Augusta Katherine Gordon-Lennox, (filha de Charles Gordon-Lennox, 5º Duque de Richmond), que recebeu o título de condessa de Dornburg da parte do grão-duque de Saxe-Weimar-Eisenach na véspera do casamento. A circular da corte mostra que foi por esse título que ela foi conhecida até inícios de 1886, altura em que a circular começou a referir-se sempre a ela pelo título do marido, ou seja "SAR, a princesa Eduardo de Saxe-Weimar-Eisenach". Não tiveram filhos.

A Batalha de Inkerman, na qual Eduardo participou durante a Guerra da Crimeia.

## Honras
As horas de Eduardo incluíam:
- Cavaleiro da Ordem de São Patrício (KP) – 18 de Dezembro de 1890[22]
- Cavaleiro da Grã-Cruz da Ordem do Banho (GCB) – 21 de Junho de 1887[23] (KCB – 24 de Maio de 1881;[24] CB – 24 de Janeiro de 1857[25])
- Cavaleiro da Grã-Cruz da Real Ordem Viotiana (GCVO) – 8 de Março de 1901[26]
- Legião de Hona (França) – 2 de Agosto de 1856[27]
- Ordem do Medjidie, 3ª Classe (Império Otomano) – 2 de Março de 1858[28]

## Genealogia
| Eduardo de Saxe-Weimar-Eisenach | Pai: Bernardo de Saxe-Weimar-Eisenach | Avô paterno: Carlos Augusto de Saxe-Weimar-Eisenach | Bisavô paterno: Ernesto Augusto II, Duque de Saxe-Weimar-Eisenach   |
| Eduardo de Saxe-Weimar-Eisenach | Pai: Bernardo de Saxe-Weimar-Eisenach | Avô paterno: Carlos Augusto de Saxe-Weimar-Eisenach | Bisavó paterna: Ana Amália de Brunsvique-Volfembutel                |
| Eduardo de Saxe-Weimar-Eisenach | Pai: Bernardo de Saxe-Weimar-Eisenach | Avó paterna: Luísa de Hesse-Darmstadt               | Bisavô paterno: Luís IX de Hesse-Darmstadt                          |
| Eduardo de Saxe-Weimar-Eisenach | Pai: Bernardo de Saxe-Weimar-Eisenach | Avó paterna: Luísa de Hesse-Darmstadt               | Bisavó paterna: Carolina de Zweibrücken                             |
| Eduardo de Saxe-Weimar-Eisenach | Mãe: Ida de Saxe-Meiningen            | Avô materno: Jorge I de Saxe-Meiningen              | Bisavô materno: António Ulrico, Duque de Saxe-Meiningen             |
| Eduardo de Saxe-Weimar-Eisenach | Mãe: Ida de Saxe-Meiningen            | Avô materno: Jorge I de Saxe-Meiningen              | Bisavó materna: Carlota Amália de Hesse-Philippsthal                |
| Eduardo de Saxe-Weimar-Eisenach | Mãe: Ida de Saxe-Meiningen            | Avó materna: Luísa Leonor de Hohenlohe-Langenburg   | Bisavô materno: Cristiano Alberto, Príncipe de Hohenlohe-Langenburg |
| Eduardo de Saxe-Weimar-Eisenach | Mãe: Ida de Saxe-Meiningen            | Avó materna: Luísa Leonor de Hohenlohe-Langenburg   | Bisavó materna: Carolina de Stolberg-Gedern                         |